# Il grande impostore (film)
Il grande impostore (The Great Impostor) è un film del 1961 diretto da Robert Mulligan.
È una commedia a sfondo drammatico statunitense con Tony Curtis, Karl Malden, Edmond O'Brien, Arthur O'Connell e Gary Merrill. È basato sul romanzo del 1959 Il grande impostore (The Great Impostor) di Robert Crichton. È incentrato sulle vicende reali del truffatore Ferdinand Waldo Demara.

## Trama
Ferdinand Demara, dopo aver assistito da ragazzo al fallimento dell'impresa paterna (una piccola catena di sale cinematografiche), promette a sé stesso e al suo amico padre Devlin che farà di tutto pur di "riuscire" nella vita. Con abili inganni e spericolate sostituzioni di persona, Ferdinand arriva così a farsi passare per un plurititolato medico militare, entrando prima nella U.S. Navy, poi in un convento trappista, quindi in un carcere come direttore e poi ancora nella Marina militare canadese, diventando alla fine un eroe per aver salvato la vita a diciannove soldati sudcoreani operati di emergenza in una sola notte (Ferdinand aveva studiato medicina per un paio d'anni all'università). La sua foto, pubblicata sui giornali di tutto il mondo, rivela però la vera identità di Ferdinand, che perciò è costretto a proseguire l'impostura spacciandosi per maestro di scuola in una località isolata. Anche qui tuttavia viene scoperto e di nuovo si deve dare alla macchia: la sua prossima identità sarà quella del poliziotto che gli sta dando la caccia in Sudamerica.

## Produzione
Il film, diretto da Robert Mulligan su una sceneggiatura di Liam O'Brien e un soggetto di Robert Crichton (autore del romanzo), fu prodotto da Robert Arthur per la Universal Pictures e girato negli Universal Studios a Universal City, California, da fine aprile al 29 giugno 1960.

## Distribuzione
Il film fu distribuito con il titolo The Great Impostor negli Stati Uniti nel febbraio 1961 al cinema dalla Universal Pictures.
Altre distribuzioni:
- in Germania Ovest il 3 febbraio 1961 (Ein charmanter Hochstapler)
- in Messico il 9 marzo 1961 (El gran impostor)
- in Finlandia il 10 marzo 1961 (Kettu mieheksi)
- in Francia il 24 marzo 1961 (Le roi des imposteurs)
- in Svezia il 10 aprile 1961 (Storsvindlaren)
- in Danimarca il 13 aprile 1961 (Verden vil bedrages)
- in Spagna il 1º gennaio 1962 (Madrid)
- in Portogallo il 7 maggio 2009 (Cinemateca Portuguesa) (O Mestre Impostor)
- in Austria (Ein charmanter Hochstapler)
- in Belgio (De bedrieger)
- in Brasile (O Grande Impostor)
- in Spagna (El gran impostor)
- in Grecia (Kosmopolitis apateon)
- in Italia (Il grande impostore)

## Critica
Secondo il Morandini il film è composto da "vari episodi" con risultati divertenti.

## Promozione
La tagline è: Will the Real Fred Demara Please Stand Up??.